# Romana Apetrea
Romana Lucia Apetrea, född 8 mars 1947 i Linz, Österrike, död 12 juli 2005 i Solna, var en svensk skådespelare. Hon var syster till musikern Coste Apetrea.

## Biografi
Apetrea studerade vid Statens scenskola i Göteborg och var verksam bland annat på Atelierteatern i Göteborg och senare Helsingborgs stadsteater. Hon medverkade även på TV och film.

## Filmografi
- Soldat med brutet gevär (TV-serie, 1977)
- Den nya människan (TV-film, 1979)
- Lyckliga vi (1980)
- Titties salong (TV-serie, 1987)
- Freud flyttar hemifrån... (1991)

## Teater

### Roller
| År   | Roll   | Produktion                                                                    | Regi             | Teater                   |
| ---- | ------ | ----------------------------------------------------------------------------- | ---------------- | ------------------------ |
| 1980 |        | I den här världen är allt möjligt (I denne verden er alt mulig) Klaus Hagerup | Arne Andersson   | Riksteatern              |
| 1989 | Jelena | Onkel Vanja (Дядя Ваня, Djadja Vanja) Anton Tjechov                           | Palle Granditsky | Helsingborgs stadsteater |